# Geologisch tijdperk
De geschiedenis van de Aarde wordt ingedeeld in een groot aantal geologische tijdperken. De wetenschap die zich met het opstellen, benoemen en dateren van deze tijdperken bezighoudt, wordt de geochronologie genoemd.

## Soorten tijdperken in degeologische tijdschaal
| Tijdperk                                                      | Stratigrafische eenheid |
| ------------------------------------------------------------- | ----------------------- |
| eon                                                           | eonotheem               |
| era                                                           | eratheem                |
| periode                                                       | systeem                 |
| tijdvak                                                       | serie                   |
| tijdsnede                                                     | etage                   |
| chron                                                         | chronozone              |
| (Chrono-) stratigrafische eenheden vergeleken met tijdperken. |                         |

Tijdperken worden ingedeeld in kleinere (sub-)tijdperken. De grootste tijdperken zijn de eonen, die worden opgedeeld in era's. De geschiedenis van de Aarde wordt ingedeeld in vier officiële eonen: het Hadeïcum, Archeïcum, Proterozoïcum en Fanerozoïcum. Het Fanerozoïcum wordt weer ingedeeld in drie era's: Paleozoïcum, Mesozoïcum en Cenozoïcum. Op hun beurt worden era's weer ingedeeld in periodes. Voorbeelden van periodes uit het Paleozoïcum zijn het Carboon en het Perm, het Mesozoïcum bestaat uit het Trias, het Jura en het Krijt en het Cenozoïcum uit het Paleogeen, het Neogeen en het Kwartair. Deze periodes worden weer ingedeeld in tijdvakken, die weer ingedeeld worden in tijdsnedes. Zo bestaat het Neogeen uit de tijdvakken Mioceen en Plioceen. Soms worden tijdsnedes weer onderverdeeld  in chrons, de kleinste eenheden in de geologische tijdschaal.
Niet alle tijdperken met dezelfde status hebben een overeenkomstige lengte. Hoe ouder een tijdperk, hoe langer de duur. Dit komt doordat uit oudere tijdperken vaak minder details bekend zijn zodat het moeilijker wordt een duidelijker grens te maken. De periode Cryogenium (in het Proterozoïcum) duurt bijvoorbeeld meer dan 200 miljoen jaar, terwijl de jongste periode, het Kwartair, nog geen 3 miljoen jaar beslaat. De duur van de tijdperken is gebaseerd op de stratigrafie, de opeenvolging van wereldwijd gevonden gesteentelagen. Grenzen tussen tijdperken worden meestal gelegd bij afwisselingen of plotselinge overgangen in de stratigrafie. Voor de ouderdommen van gesteentelagen bestaat een eigen terminologie, die overeenkomt met de verschillende benamingen voor tijdperken. Zo is de periode Krijt genoemd naar het systeem Krijt; het systeem is de opeenvolging van lagen die in die periode zijn gevormd. In de tabel rechts is de relatie tussen stratigrafische eenheden en de corresponderende tijdperken verduidelijkt.

## Standaardisatie
Hoewel er in de wetenschappelijke wereld overeenstemming is over de volgorde en (behalve bij de tijdsnedes) de namen van de tijdvakken is er nog steeds onduidelijkheid over de precieze datering van met name de oudere tijdvakken. In 2004 is door de International Commission on Stratigraphy (ICS), dochterorganisatie van de International Union of Geological Sciences (IUGS), een internationale overeenkomst opgesteld om grotere helderheid in de tijdsschaal te brengen. Uiteindelijk leidde dat tot een nieuwe indeling waarin van alle tijdperken duidelijk is welke rang (periode, era, enz.) ze hebben.
De naamgeving, datering en kleurcodes op deze pagina volgen grotendeels de ICS-tijdschaal. Met name op het gebied van kleurcodering kunnen in de literatuur alternatieven aangetroffen worden.

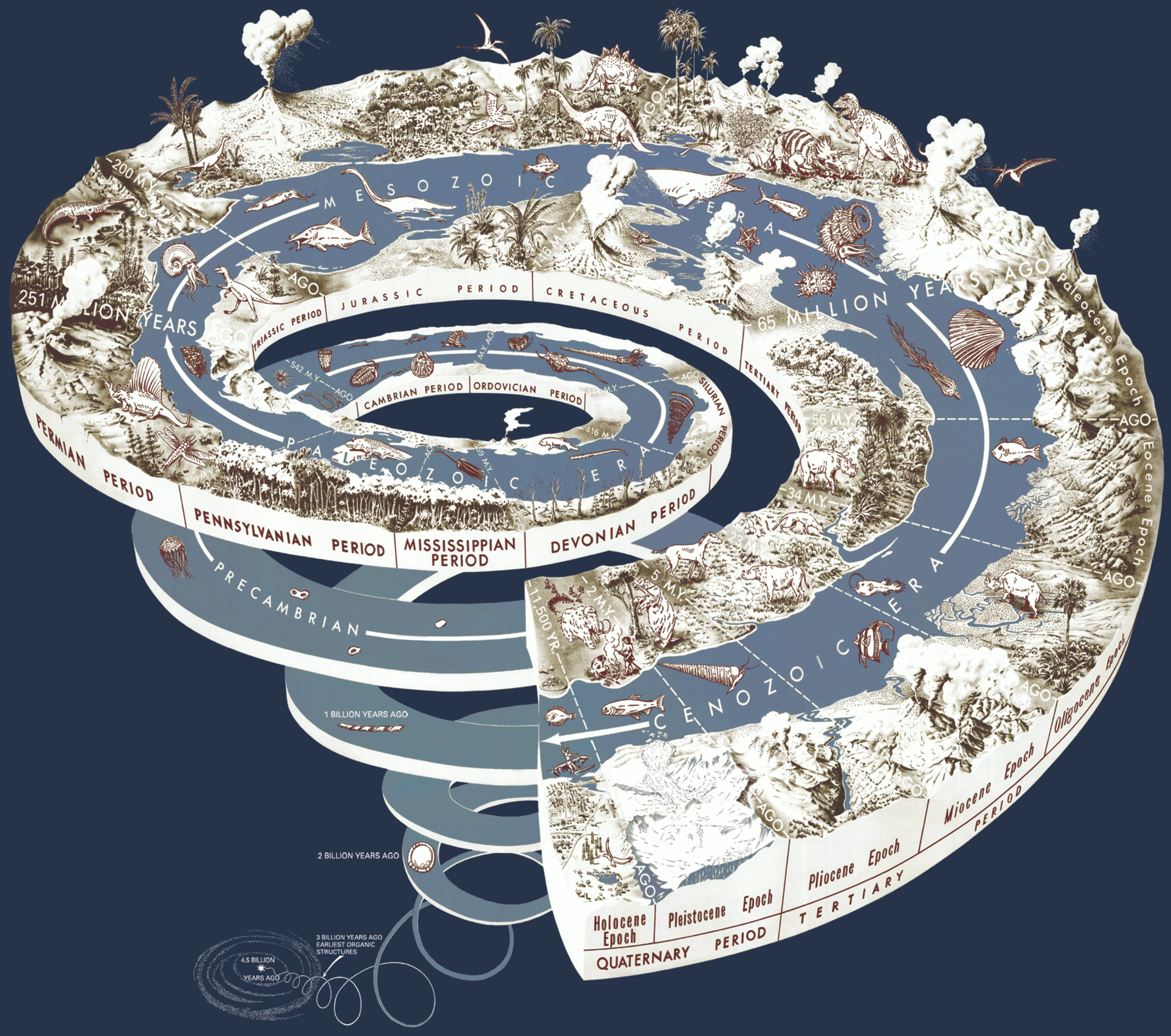
Grafische voorstelling van de geologische tijdschaal

## Grensvlakken
Voor de tijdvakken van het Phanerozoïcum worden de grenzen tussen de tijdperken vastgelegd met zogenoemde "golden spikes" of "global standard stratotype-section and points" (GSSPs). GSSPs zijn grensvlakken tussen bepaalde aardlagen, die wereldwijd te herkennen zijn. De eerste GSSP werd in 1972 in Tsjechië vastgesteld. Het betreft een grensvlak tussen Siluur en Devoon waar plotseling een bepaald dier (een graptoliet) uitstierf. Voor alle Phanerozoïsche overgangen zijn dit soort grensvlakken gedefinieerd. De ouderdom van deze GSSPs is bij goede benadering bekend, maar kan in de toekomst verder bijgesteld worden. De definitie van de grenslaag ligt nu echter helemaal vast.

## Toekomstige plannen
Het is de bedoeling het stelsel van grensvlakken verder terug in de tijd uit te breiden en in 2008 hoopt men voor alle tijdvakken een zinnige definitie vastgesteld te hebben.

## Opmerkingen over het Kwartair
Vanwege de geringe ouderdom van het Kwartair is dit systeem veel fijner onder te verdelen. Naast de genoemde eenheden kent het Kwartair daarom ook nog sub-series, super-etages en sub-etages. Vaak hebben deze slechts een regionale status. Deze fijnere verdeling is in deze tabel niet duidelijk zichtbaar te maken. De genoemde etages zijn in feite deels super-etages en deels etages. Voor een beter overzicht zie de pagina Kwartair.
Het is in de Kwartair-geologie gebruikelijk om in chronostratigrafische en niet in geochronologische terminologie over de stratigrafische indeling te spreken. Wij volgen voor alle pagina's over het Kwartair dit internationale gebruik. Voor pre-Kwartaire stratigrafische eenheden wordt in deze indelingen de geochronologische terminologie gebruikt.